# Zjednoczone Stocznie Polskie
Zjednoczone Stocznie Polskie – jednostka organizacyjna Ministra Żeglugi, powołana w celu rozwoju budownictwa i przemysłu okrętowego, w tym budowy i remontu okrętów morskich oraz innych prac związanych z możliwościami technicznymi urządzeń stoczniowych.

## Powołanie Zjednoczenia
Na podstawie zarządzenia Ministra Żeglugi z 1948 r. wydane w porozumieniu z Ministrem Skarbu i Prezesem Centralnego Urzędu Planowania o utworzeniu przedsiębiorstwa państwowego pod nazwą "Zjednoczone Stocznie Polskie" ustanowiono Zjednoczenie. Powołanie Zjednoczenia pozostawało w ścisłym związku z dekretem z 1947 r. o tworzeniu przedsiębiorstw państwowych.
Nadzór państwowy nad Zjednoczeniem sprawował Minister Żeglugi.

## Utworzenie Zjednoczenia
Zjednoczenie Stoczni Polskich utworzone najpierw na podstawie zarządzenia Ministra Przemysłu z 1945 r. jako  "Zjednoczenie Stoczni Polskich" i od 1948 r. działało nadal w ramach narodowych planów gospodarczych oraz według zasad gospodarki handlowej.

## Przedmiot działania Zjednoczenia
Przedmiotem działania Zjednoczenia była praca na polu techniki i wytwórczości okrętowej mającej na celu rozwój budownictwa i przemysłu okrętowego, a w szczególności budowa i remont okrętów morskich oraz inne prace zlecone przez Ministra Żeglugi w zakresie związanym z możliwościami technicznymi urządzeń stoczniowych.

## Skład Zjednoczenia
W skład przedsiębiorstwa wchodziły jako jego oddziały następujące stocznie:
- Stocznia Gdańska (dawna Nr 1 i Nr 2),
- Stocznia Północna (dawna Nr 3),
- Stocznia Gdyńska (dawna Nr 13),
- Stocznia Szczecińska (dawna Odra).

## Kierowanie Zjednoczeniem
Organem zarządzającym przedsiębiorstwa była dyrekcja powoływana i zwalniana przez Ministra Żeglugi, składająca się z dyrektora naczelnego, reprezentującego dyrekcję samodzielnie oraz z podległych dyrektorowi naczelnemu czterech dyrektorów.
Do ważności zobowiązań zaciąganych przez przedsiębiorstwo wymagane było współdziałanie zgodnie z uprawnieniami przewidzianymi w statucie:
- dwóch członków dyrekcji łącznie,
- jednego członka dyrekcji łącznie z pełnomocnikiem handlowym w granicach jego pełnomocnictwa,
- dwóch pełnomocników handlowych łącznie w granicach ich pełnomocnictw.